# Sh2-76
Sh2-76 est une petite nébuleuse en émission visible dans la constellation de l'Aigle.
Elle est située dans la partie ouest de la constellation, à environ 3,5° au nord de l'étoile θ Serpentis. Elle s'étend pendant 7 minutes d'arc en direction d'une région de la Voie lactée fortement obscurcie par les nuages de poussière constituant le Rift de l'Aigle. La période la plus propice à son observation dans le ciel du soir se situe entre juin et novembre. N'étant qu'à 7° de l'équateur céleste, on peut l'observer indistinctement depuis toutes les régions peuplées de la Terre.
C'est une faible région H II située sur le bras du Sagittaire à une distance d'environ 1 730 pc (∼5 640 al) du système solaire. Le responsable de son ionisation serait une étoile de classe spectrale B0. Le catalogue Avedisova la place dans la même région de formation stellaire que la source radio W45, avec cinq sources de rayonnement infrarouge, dont deux observées par l'IRAS et cataloguées avec les initiales IRAS 18537+0749 et IRAS 18536+0753. Les deux coïncident avec autant de régions H II compactes émettant dans la bande NH3 et dans lesquelles les processus de formation d'étoiles sont actifs générant des étoiles de grande masse,. D'autres indices importants sur l'activité de formation d'étoiles sont donnés par la présence de quatre masers avec des émissions de H2O et un avec des émissions de CH3OH.